# Hayley McFarland
Hayley McFarland (ur. 29 marca 1991 w Edmond) – amerykańska aktorka filmowa, piosenkarka i tancerka. Występowała m.in. w serialu telewizyjnym Magia kłamstwa.

## Życiorys
Hayley McFarland urodziła się 29 marca 1991 roku i wychowywała w Edmond w Oklahomie. Od dziecka występowała w wielu spektaklach teatralnych jak np. Titanic, Skrzypek na dachu czy The Sound of Music. Pojawiła się już w wielu popularnych serialach np. Ostry dyżur, 24 godziny czy Kochane kłopoty. Zagrała także w kilku filmach fabularnych.

## Filmografia

### Film
| Rok  | Tytuł                | Rola         | Uwagi       |
| ---- | -------------------- | ------------ | ----------- |
| 2006 | Mroki pamięci        | młoda Karen  |             |
| 2007 | Amerykańska zbrodnia | Jennie Fae   |             |
| 2008 | Skrzydlate cienie    | Lori Carline |             |
| 2013 | Obecność             | Nancy Perron |             |
| 2016 | The Chaplain         | Cole         | krótkometr. |
| 2019 | Bigger Than Life     | Lisa         | krótkometr. |
| 2021 | Agnes                | Agnes        |             |
| 2022 | Out of Exile         | Dawn Russell |             |

### Telewizja
| Rok       | Tytuł                              | Rola           | Uwagi     |
| --------- | ---------------------------------- | -------------- | --------- |
| 2007      | Ostry dyżur                        | Candice        | 1 odcinek |
| 2007      | Kochane kłopoty                    | Marcia         | 2 odcinki |
| 2008      | Gdzie pachną stokrotki             | Nikki Heaps    | 1 odcinek |
| 2008      | Zabójcze umysły                    | Katie Owen     | 1 odcinek |
| 2009      | Wszystkie wcielenia Tary           | Petula         | 3 odc.    |
| 2009      | Bez śladu                          | Addy Gilroy    | 1 odcinek |
| 2009      | 24 godziny                         | Emily Latham   | 1 odcinek |
| 2009      | Medium                             | Jamie Portman  | 1 odcinek |
| 2009–2011 | Magia kłamstwa                     | Emily Lightman | 40 odc.   |
| 2011      | Prawo i porządek: sekcja specjalna | Jenna Fox      | 1 odc.    |
| 2012      | Mad Men                            | Bonnie         | 1 odc.    |
| 2013–14   | Synowie Anarchii                   | Brooke Putner  | 11 odc.   |
| 2014      | Chirurdzy                          | Rory Williams  | 1 odc.    |